# Dykasteria ds. Świeckich, Rodziny i Życia
Dykasteria ds. Świeckich, Rodziny i Życia (łac. Dicasterium pro Laicis, Familia et Vita) – wchodzi w skład Kurii
Rzymskiej jako aparat administracyjny, działający przy
Stolicy Apostolskiej. Do kompetencji dykasterii należą sprawy, które mają związek z promocją i ochroną życia, apostolstwem świeckich oraz duszpasterstwem rodziny i jej misją.

## Obecny zarząd Dykasterii
- Prefekt: kard. Kevin Farrell LC[2] (od 15 VIII 2016)
- Sekretarz: dr Gleison De Paula Souza[3][4] (od 17 XI 2022)
- Sekretarz pomocniczy: bp Dario Gervasi[5] (od 31 X 2024)
- Podsekretarz ds. rodziny i życia: dr Gabriella Gambino[6][7] (od 7 XI 2017)
- Podsekretarz ds. świeckich: dr Linda Ghisoni[6][8] (od 7 XI 2017)

## Historia
Papież Franciszek powołał dykasterię listem apostolskim Sedula Mater, w formie motu proprio, sygnowanego datą 15 sierpnia 2016. Na jego mocy dykasteria 1 września 2016 przejęła kompetencje zlikwidowanych Papieskich Rad: ds. Świeckich i ds. Rodziny.
Na wniosek Rady Kardynałów statut nowej dykasterii został zatwierdzony przez papieża „ad experimentum” 4 czerwca 2016.

## Dotychczasowy zarząd Dykasterii

### Prefekt
- od 2016: kard. Kevin Farrell LC

### Sekretarze
- 2017–2022: o. Alexandre Awi Mello (Ruch Szensztacki)
- od 2022: dr Gleison De Paula Souza
- od 2024: bp Dario Gervasi
  - sekretarz pomocniczy

### Podsekretarze
- od 2017: dr Gabriella Gambino
  - podsekretarz ds. rodziny i życia
- od 2017: dr Linda Ghisoni
  - podsekretarz ds. świeckich